# Igreja de Nossa Senhora de Pilar

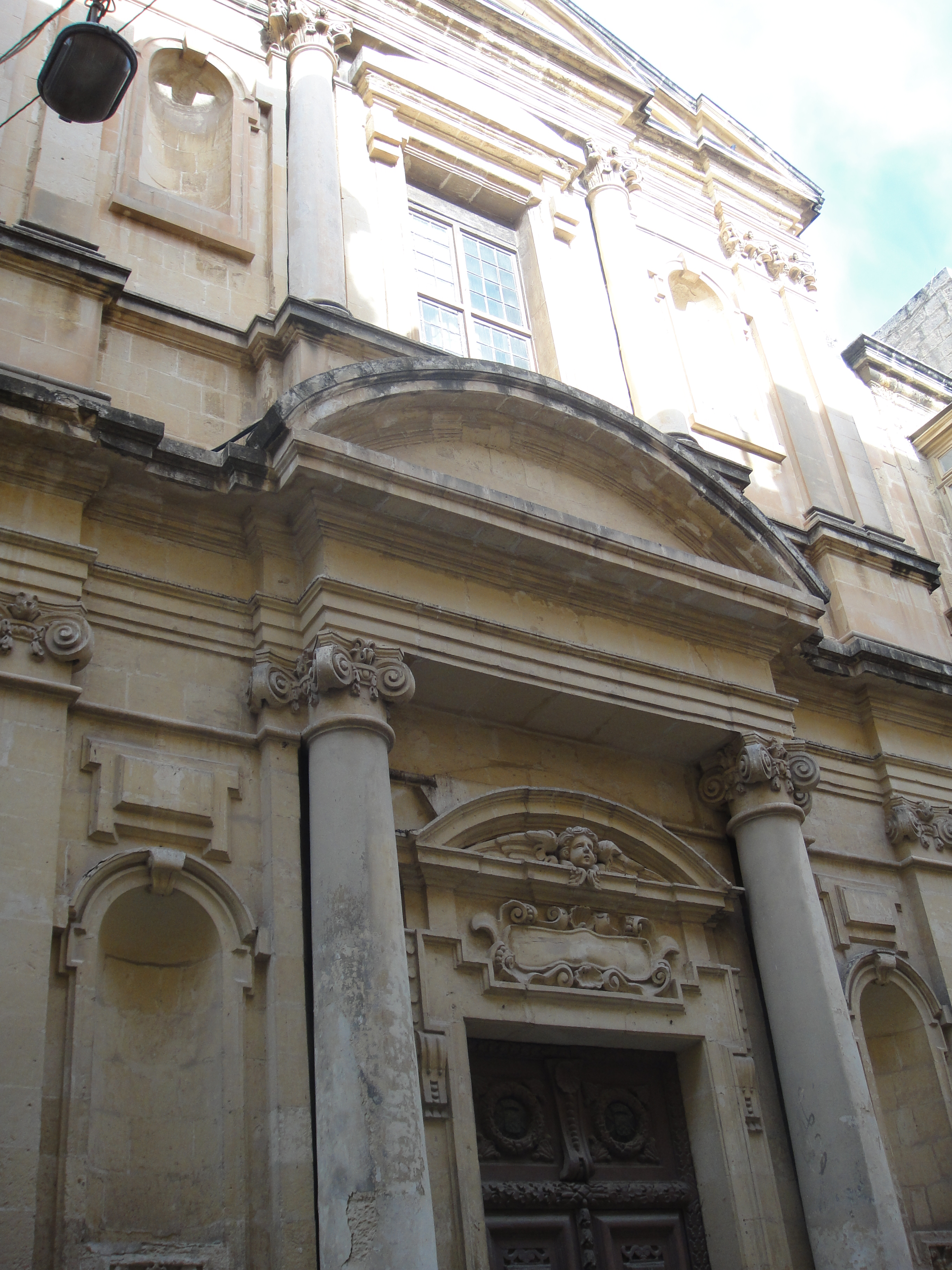
Igreja de Nossa Senhora de Pilar

A Igreja de Nossa Senhora de Pilar é uma igreja na cidade de Valeta, em Malta.